# Ford World Rally Team
La Ford World Rally Team, officiellement appelée à partir de 2011 Ford Abu Dhabi World Rally Team, est la plus ancienne équipe du championnat du monde des rallyes, elle possède le record de podiums et totalise 79 victoires en WRC. Ford a remporté trois titres constructeurs (1979, 2006 et 2007) et deux titres pilotes (Björn Waldegård en 1979 et Ari Vatanen en 1981).
L'équipe britannique M-Sport, fondée en 1979 par l'ancien pilote de rallye Malcolm Wilson, représente, depuis 1997, l'engagement des Ford en championnat du monde des rallyes. L'équipe est basé en Cumbria, en Angleterre, mais elle court sous licence américaine.
Le nom de l'équipe a changé tout au long de son histoire, généralement à cause de ses commanditaires, tels que : BP Ford Abu Dhabi World Rally Team, BP Ford Rallye Sport, Ford Rallyesport, Repsol Ford, Ford Motor Company, entre autres.
Le 15 octobre 2012, Ford officialise son désir de quitter le championnat du monde des Rallyes, invoquant la conjoncture économique pour justifier son choix. Cependant, le constructeur laisse entendre qu’il resterait proche du Team M-Sport.

## Histoire

### 1930-1972: L'héritage de Ford dans le monde du rallye
Les premiers succès d'une Ford en rallye remontent aux années 1930, où en 1936 l'équipage roumain formé par le pilote Ion Zamfirescu et son copilote Petre G. Cristea remportent le 15e Rallye automobile Monte-Carlo avec une Ford V8. Deux ans plus tard, en 1938, c'est le pilote néerlandais Gerard Bakker Schut avec pour copilote Karel Ton qui s'imposent sur ce même rallye, également au volant d'une Ford V8.
En 1953, Maurice Gatsonides remporte le Rallye de Monte-Carlo au volant d'une Ford Zephyr. Avec ce modèle, la marque triomphe en 1955 et 1958 au Rallye East African Safari. En 1959, Gerald Burgess remporte le RAC Rally.
Durant les années 1960, la Ford Cortina Lotus va contribuer à la notoriété du constructeur avec de prestigieuses victoires telles que le Rallye Safari en 1964, le Rallye de l'Acropole et le « RAC Rallye » en 1966.
Le lancement de l’Escort en 1968 marque le début du plus beau chapitre de l'américain Ford dans l’histoire du rallye, avec des victoires au Circuit d'Irlande, aux Rallye des Tulipes, des Alpes autrichiennes, de l'Acropole et d’Écosse sur une période de huit semaines, puis au Rallye des 1000 lacs (Finlande). En 1970, les Ford dominent le rallye de la Coupe du Monde Londres-Mexico, en terminant première, avec le Finlandais Hannu Mikkola, troisième, cinquième, sixième et huitième. Et en 1972, Mikkola remporte le Rallye East African Safari tandis que Roger Clark entre dans les livres d’histoire du rallye britannique en terminant en tête du Rallye de Grande-Bretagne.

### 1973-1978: Des succès prometteurs
En 1973, le Championnat du monde des rallyes pour les constructeurs est créé par la FIA.
La saison 1973 est dominée par Alpine-Renault. Avec sa Ford Escort RS1600, Timo Mäkinen remporte tout de même le Rallye des 1000 lacs et le RAC Rally.
Les saisons suivantes, les écuries italiennes Scuderia Lancia (1974, 1975, 1976) et Scuderia Fiat Corse (1977 et 1978) s'imposent. Durant cette période, les pilotes Ford engrangent de belles victoires : en 1974, Hannu Mikkola s'impose à domicile, mais Ford reste surtout invaincu au RAC, victoire de Timo Mäkinen en 1974 et 1975, de Roger Clark en 1976, Björn Waldegård en 1977 et de nouveau Hannu Mikkola en 1978. En 1977, Waldegård remporte trois des onze rallyes inscrits au calendrier, parmi les plus difficiles : L'East African Safari, le Rallye de l'Acropole et le Rallye de Grande-Bretagne.

### 1979: Doublé champion du monde pilotes et constructeurs

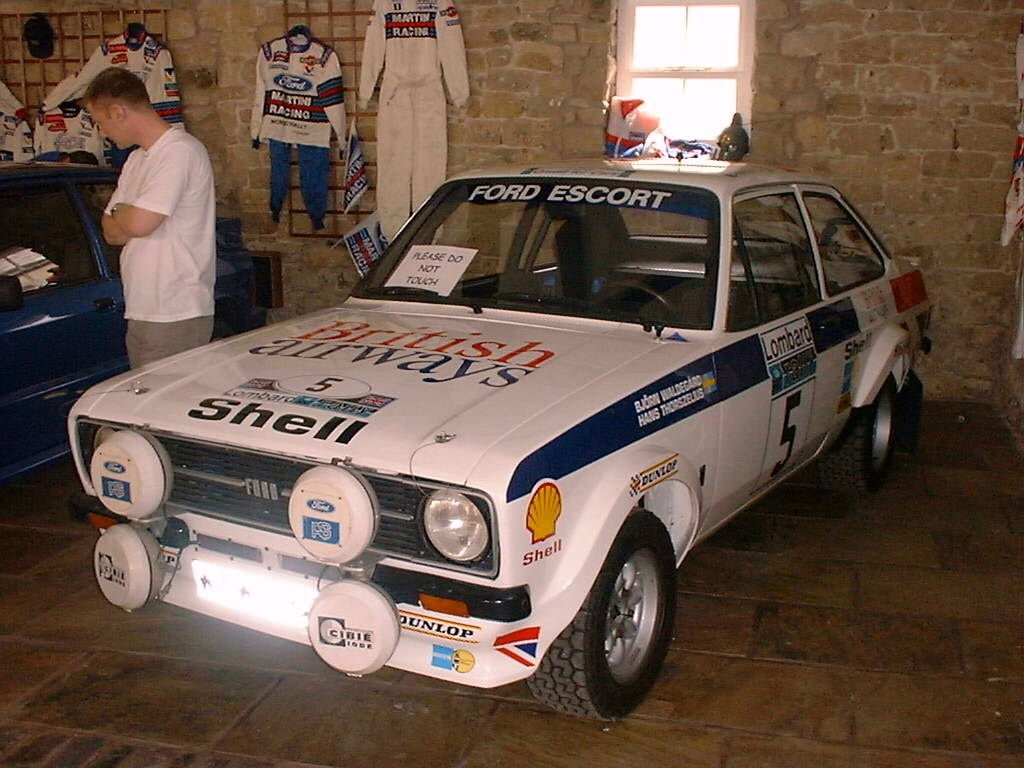
Björn Waldegård champion du monde 1979.

Pour l'année de création du titre pilote, les Ford Escort raflent tout, remportant les deux titres : Ford devance Datsun de 14 points. Le Suédois Björn Waldegård devance son camarade Hannu Mikkola à l'issue du dernier rallye de la saison, et devient le premier pilote champion du monde des rallyes. Les pilotes Ford réalisent le doublé au rallye du Portugal, Hannu Mikkola s'imposant devant Waldegård. Le Suédois s'impose à son tour en Grèce. Mikkola remporte son deuxième rallye de la saison en Nouvelle-Zélande. Waldegård s'impose pour la deuxième et dernière fois de la saison au Critérium du Québec. L'équipe réalise un nouveau doublé et remporte le titre constructeur lors du rallye de Grande-Bretagne, Hannu Mikkola s'imposant devant le pilote britannique Russell Brookes.
Le titre pilotes se joue entre Mikkola et Waldegård sur le dernier rallye de la saison, le Rallye de Côte d'Ivoire. Pour l'anecdote, ils disputent ce dernier rallye sur une Mercedes-Benz 450 SLC 5.0. Mikkola s'impose mais Waldegård enlève le titre pour un point de plus, grâce à sa seconde place, totalisant 112 points contre 111 pour le Finlandais, constituant le plus faible jamais enregistré entre un champion et son dauphin.

### 1981: champion du monde des pilotes

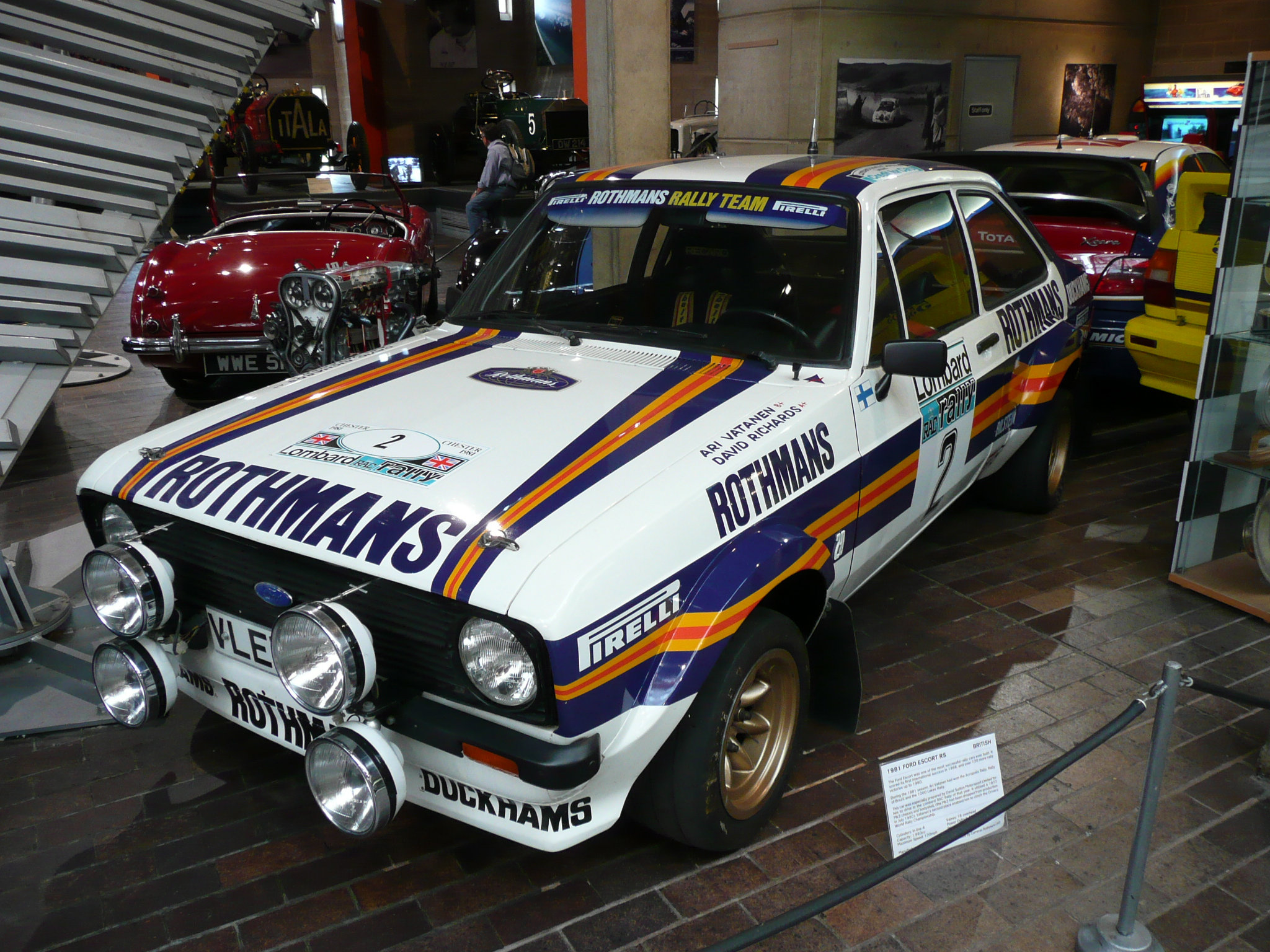
Ari Vatanen champion du monde 1981.

Ari Vatanen remporte le championnat du monde des pilotes 1981.

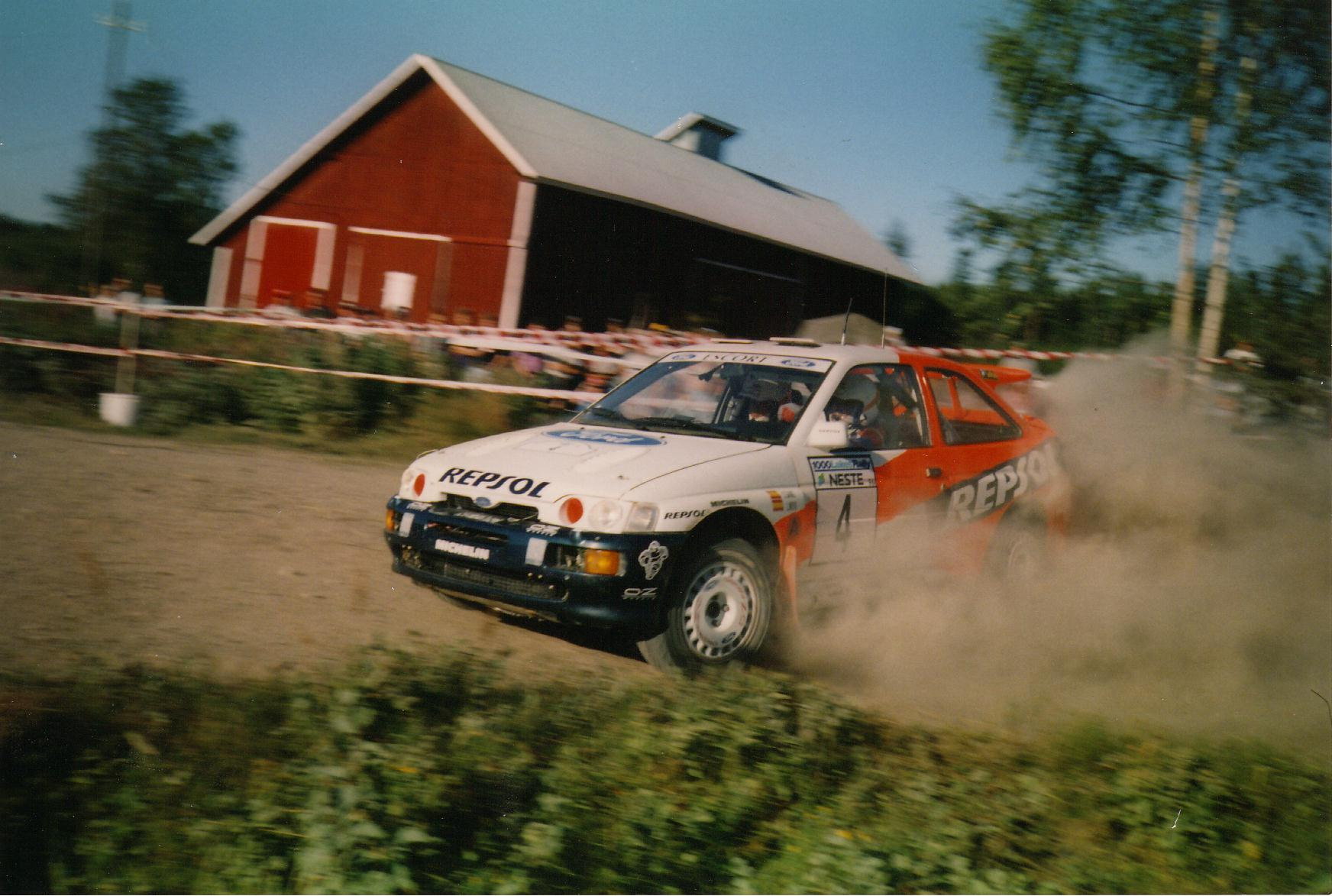
Sainz avec une Escort RS Cosworth en Finlande 1996.

### 2006: Deuxième titre constructeurs

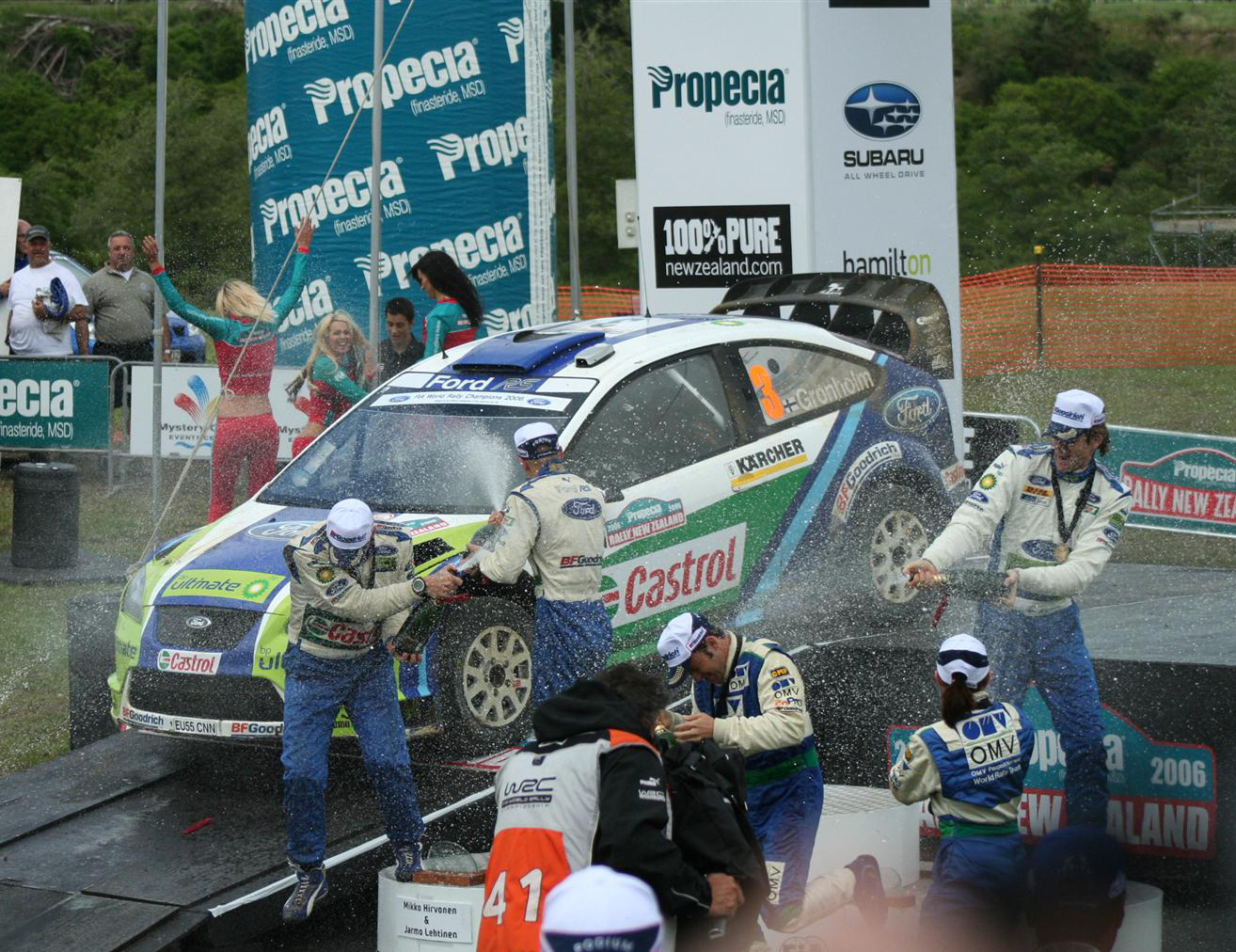
Grönholm fête sa victoire en Nouvelle-Zélande en 2006

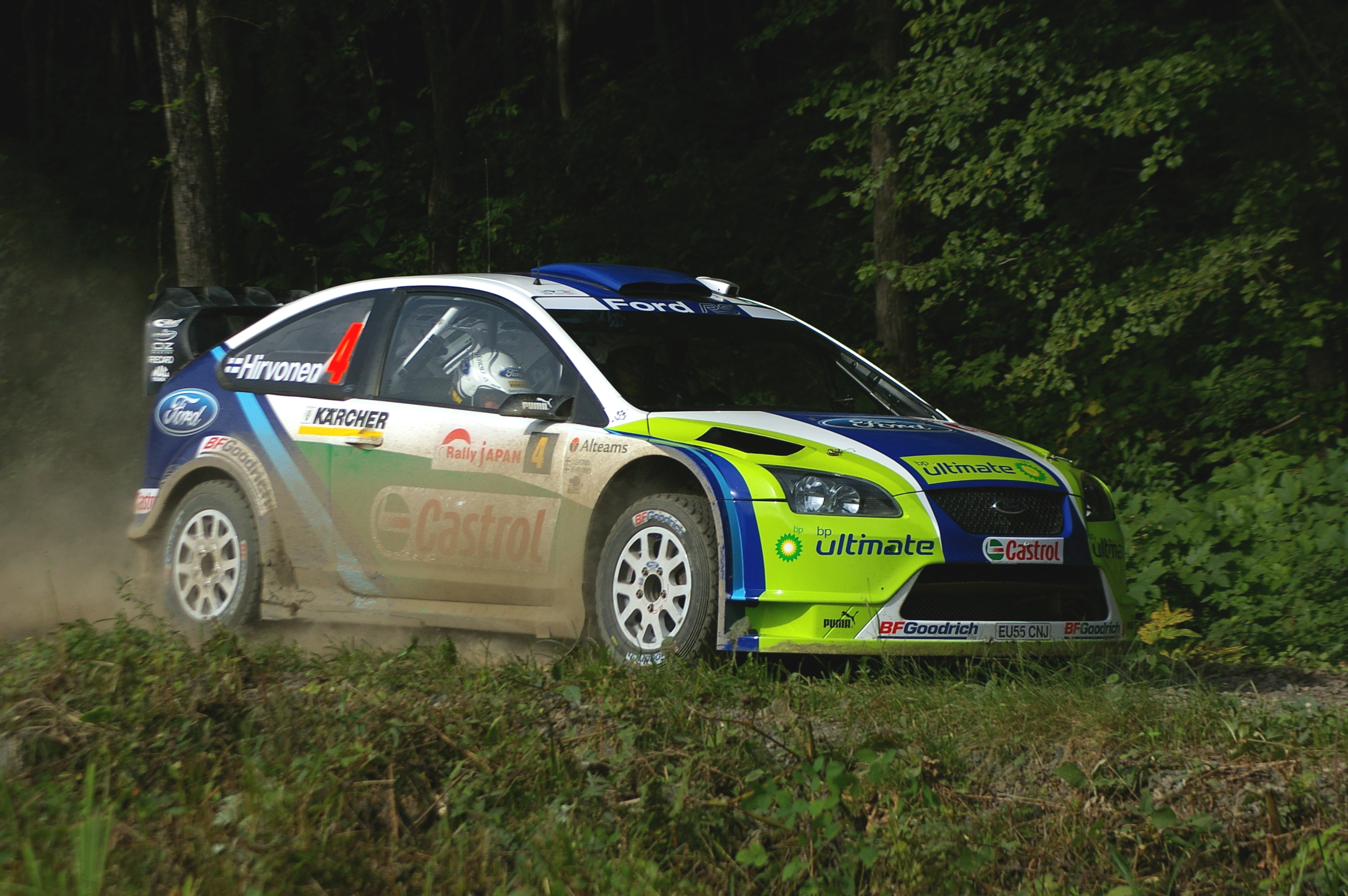
Hirvonen avec une Ford Focus WRC au Rallye du Japon 2006.

Avec le départ de Peugeot Sport, Marcus Grönholm signe avec Ford et en devient le leader avec pour équipier le jeune finlandais Mikko Hirvonen.
Ford et Marcus Grönholm débutent la saison de belle manière en reportant les deux premières manches du championnat (Monte-Carlo et Suède) mais se retrouvent en difficulté pendant les cinq rallyes suivants, dominés par Sébastien Loeb, le Finlandais n'inscrit que 15 points quand Loeb en inscrit 50. Après le rallye de Chypre, Grönholm pointe à 35 unités de l'Alsacien (112 à 77) mais Loeb se blesse sérieusement chutant à vélo avant le Rallye de Turquie, il ne peut pas terminer la saison et se retrouve sous la menace du finlandais qui pourrait l'empêcher de remporter un nouveau titre. Après un doublé en Turquie, qui lui permet de reprendre l'avantage au championnat, Ford ne peut plus espérer un titre pilotes pour Grönholm, le Finlandais étant sorti de la route en Australie. Elle se consolera néanmoins avec son second titre constructeurs, le premier depuis 1979. Finalement, Grönholm termine vice-champion avec 111 points tandis que Hirvonen termine 3e avec 65 points et sa première victoire à la clé, remportée en Australie.

### 2007: Troisième titre constructeurs
En 2007, Ford remporte son troisième titre constructeurs grâce à Grönholm et Hirvonen.
Marcus Grönholm remporte ses cinq dernières victoires cette saison. En Nouvelle-Zélande, il gagne avec trois dixièmes d'avance sur Sébastien Loeb, ce qui constitue, à ce moment-là, le plus faible écart enregistré à l'issue d'un rallye de championnat du monde. Quelques jours après cette victoire, il annonce son retrait de la compétition mondiale à la fin de la saison.
Au rallye d'Irlande, Marcus Grönholm sort de la route dans la quatrième épreuve spéciale et est évacué en ambulance. Son copilote, Timo Rautiainen, n’a pas été touché dans l’accident. Il se remet vite de cet incident mais termine finalement une nouvelle fois vice-champion, ayant échoué pour quatre points face à Sébastien Loeb (116 à 112). Il prend sa retraite en WRC au soir du Rallye de Grande-Bretagne qu'il termine à la deuxième place.
Mikko Hirvonen, qui remporte les rallyes de Norvège, Japon et Grande-Bretagne, termine une nouvelle fois à la 3e place du championnat du monde derrière Sébastien Loeb et Marcus Grönholm, inscrivant 34 points de plus qu'en 2006.

### 2008-2010: Sous la domination des Citroën

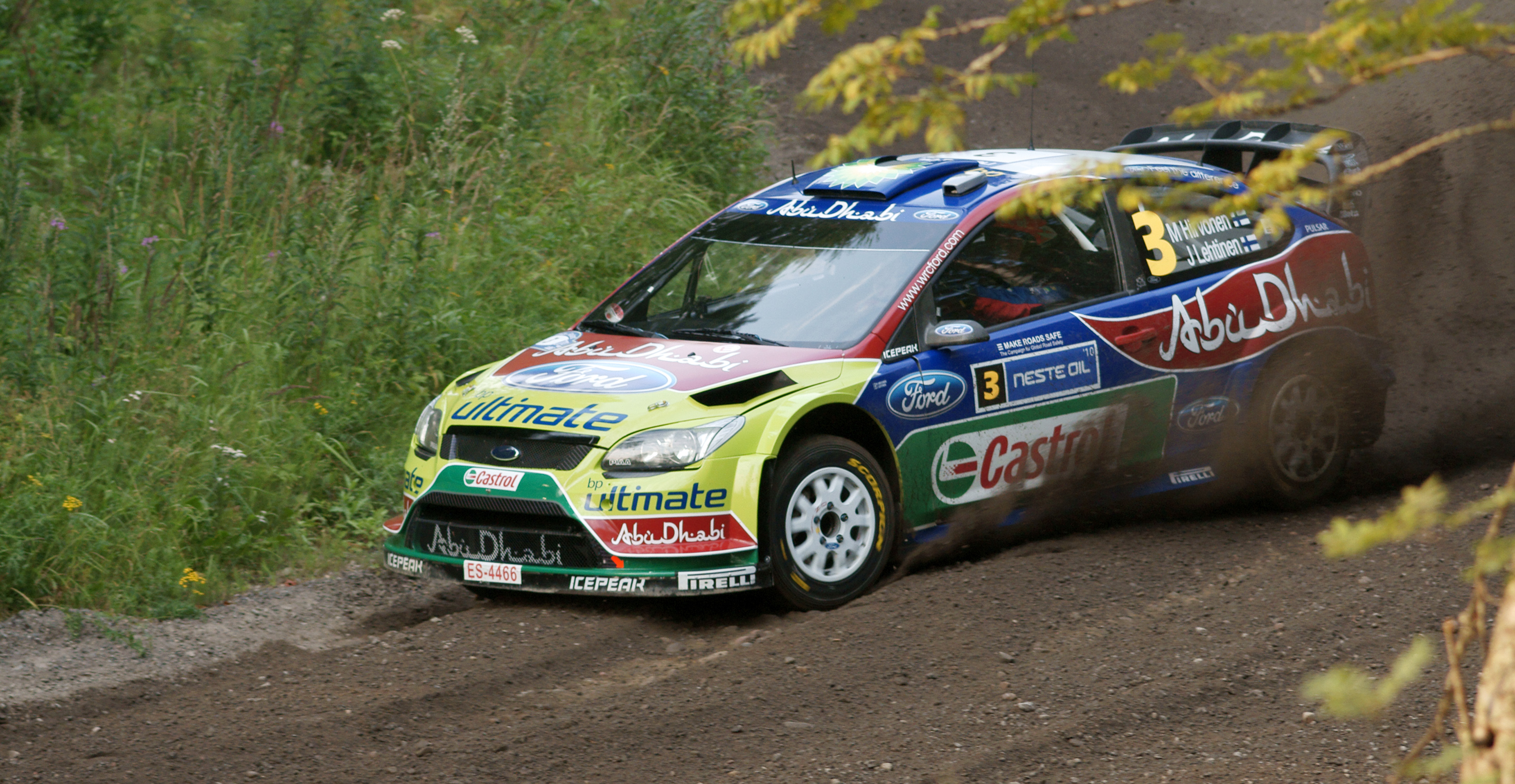
Mikko Hirvonen au Rallye de Finlande 2010

#### 2008 et 2009: Vice-champion du monde
Pour la saison 2008, Mikko Hirvonen devient le nouveau leader après la retraite de Marcus Grönholm, il est accompagné par le jeune espoir finlandais Jari-Matti Latvala. Dès le Rallye de Monte-Carlo Sébastien Loeb s'impose devant le nouveau leader de l'équipe Ford. Cette dernière signe son premier doublé de la saison au Rallye de Suède avec la première victoire de Jari-Matti Latvala qui devient le plus jeune vainqueur de l'histoire du WRC. Malgré trois victoires en Jordanie, en Turquie et au Japon), Mikko Hirvonen ne peut empêcher Sébastien Loeb d'être sacré une cinquième fois de suite et d'établir ainsi un nouveau record, tout comme Ford ne parvient pas à empêcher Citroën de s'imposer pour la quatrième fois.
Pour la saison 2009, Ford décide de reconduire le duo Hirvonen / Latvala. Cette saison sera marquée par l'une des plus belles batailles pour le titre de champion du monde des pilotes entre le Français Sébastien Loeb et Mikko Hirvonen. Distancé de vingt points après le Rallye d'Argentine, cinquième épreuve de la saison, Mikko Hirvonen profite d'une mauvaise série de Loeb (quatrième en Sardaigne, abandon en Grèce, septième en Pologne) pour récupérer la tête du championnat. Latvala, auteur d'un début de saison difficile (six points inscrits en quatre rallyes) relève la tête et parvient à s'imposer en Sardaigne. Malgré ses efforts, Mikko Hirvonen devra se contenter, une fois de plus, du titre de vice-champion, pour un point face à Loeb qui s'impose pour la sixième fois en WRC.

#### 2010: Fin décevante pour les Focus
L'année 2010 marquera la fin de la Ford Focus après plus de dix ans de compétition, marqués par deux titres constructeurs en 2006 et 2007. Mais la Focus n'aura pas la fin escomptée, malgré une belle victoire de Mikko Hirvonen au Rallye de Suède l'équipe sera une nouvelle fois dans l'incapacité de contrer les Citroën de Sébastien Loeb et du jeune et prometteur Sébastien Ogier. Ford obtiendra malgré tout une place honorifique de vice-champion du monde (la troisième consécutive) et deux victoires de Jari-Matti Latvala au Rallye de Nouvelle-Zélande et au Rallye de Finlande.

### 2011-2012: Une nouvelle ère

#### 2011: Arrivée de la Fiesta RS

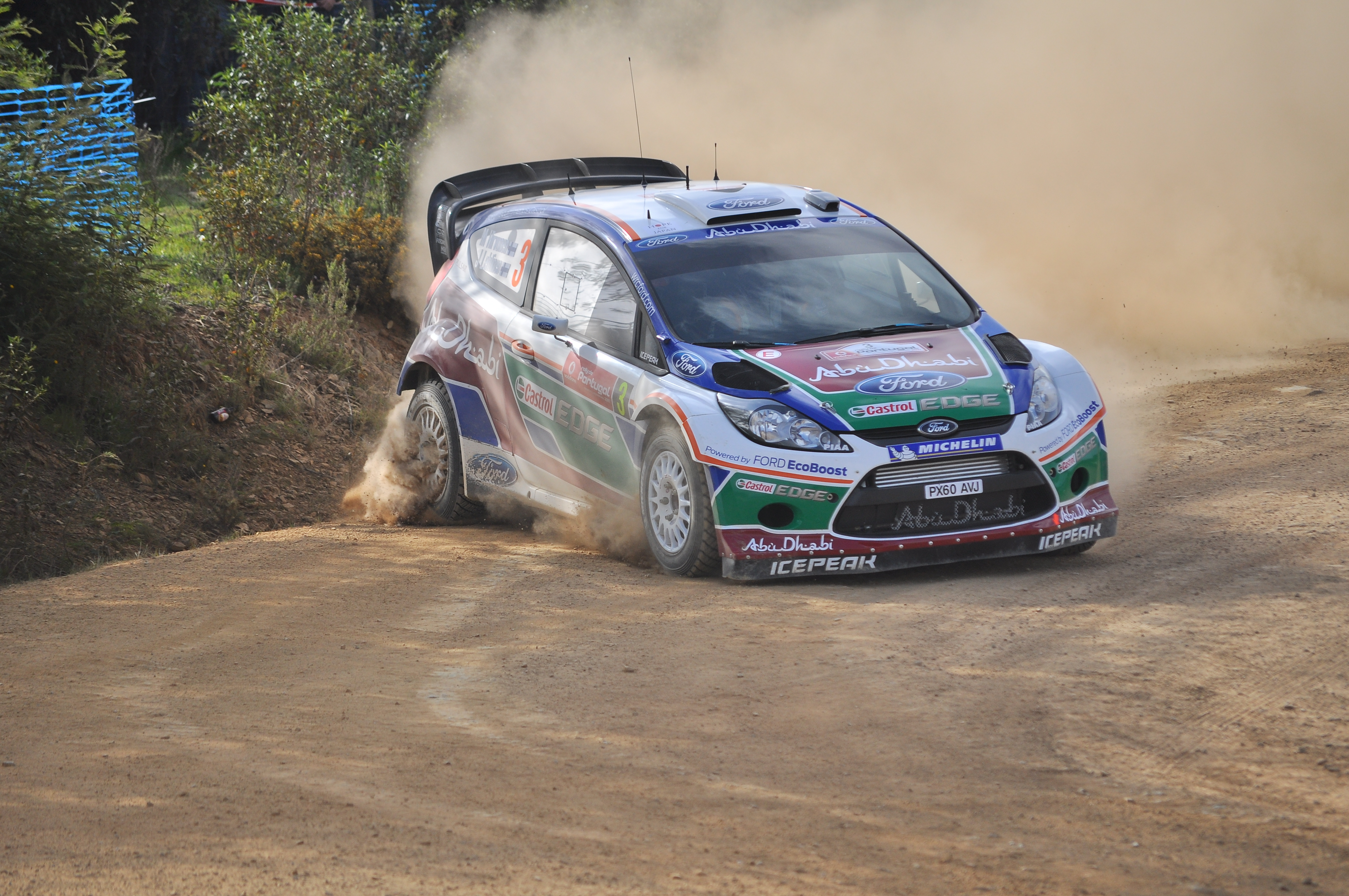
Mikko Hirvonen lors du Rallye du Portugal 2011

Comme Citroën avec sa DS3 WRC, Ford fait entrer en scène une nouvelle voiture pour la saison 2011, la Fiesta RS. Cette dernière remporte son premier rallye en Suède grâce à Mikko Hirvonen. La marque américaine réalise d'ailleurs un triplé puisque le Finlandais s'impose devant Mads Østberg et Latvala. Comme en 2010, l'équipe mène temporairement les deux championnats et se fait ensuite déborder par Citroën. À l'arrivée du Rallye d'Allemagne, neuvième épreuve de la saison, Hirvonen et Ford pointent à 36 et 91 points de Loeb et Citroën, respectivement. Mais la chance va de nouveau leur sourire : l'équipe réalisant un doublé (Hirvonen-Latvala) alors que les DS3 sont sorties de la piste en Australie. Si la victoire revient à Citroën en France (Ogier), les deux Ford terminent juste derrière et reprennent encore huit points à l'équipe française. Bien que Loeb s'impose en Espagne et offre le sacre (le quatrième consécutif) à Citroën, Hirvonen conserve toutes ses chances au championnat, pointant à huit points de Loeb. Malheureusement, le Finlandais sort la piste à la septième spéciale du Rallye de Grande-Bretagne alors qu'il était en tête du rallye et en possibilité de s'adjuger le titre mondial. Une Ford s'impose néanmoins lors de ce rallye, celle de Latvala, qui s'impose devant deux autres Ford : Østberg et Henning Solberg.

#### 2012: retour de Petter Solberg et fin de l'engagement officiel de Ford
Le 15 décembre, le retour du Norvégien Petter Solberg est officialisé.
Pour le premier rallye de la saison, Latvala, nouveau leader de l'équipe, abandonne à l'ES4 alors qu'il menait tandis que Solberg termine troisième derrière Sordo et Loeb.
Lundi 15 octobre, Ford a pris tout le monde de vitesse en officialisant son désir de quitter le championnat du monde des Rallyes, invoquant la conjoncture économique pour justifier son choix. Cependant, le constructeur américain laisse entendre qu’il resterait proche du Team M-Sport. Latvala rejoint en fin de saison l'équipe Volkswagen Motorsport, quant à Petter Solberg malgré une proposition de piloter gratuitement il ne sera pas reconduit au sein des équipes de M-sport.

## Palmarès
- Champion du monde des rallyes constructeurs en 1979, 2006 et 2007.

- Champion du monde des rallyes pilotes en 1979 (Björn Waldegård) et en 1981 (Ari Vatanen)

### Résultats en championnat du monde des rallyes
| Saison   | Voiture                                   | Pilotes                                                                   | Rallyes disputés | Victoires | Points inscrits | Classement final |          |          |          |
| Groupe 4 | Groupe 4                                  | Groupe 4                                                                  | Groupe 4         | Groupe 4  | Groupe 4        | Groupe 4         | Groupe 4 | Groupe 4 | Groupe 4 |
| -------- | ----------------------------------------- | ------------------------------------------------------------------------- | ---------------- | --------- | --------------- | ---------------- | -------- | -------- | -------- |
| 1979     | Ford Escort RS1800                        | Björn Waldegård Hannu Mikkola Ari Vatanen                                 | 7                | 4         | 122             | Champion         |          |          |          |
| Groupe B |                                           |                                                                           |                  |           |                 |                  |          |          |          |
| 1986     | Ford RS200                                | Stig Blomqvist Kalle Grundel                                              | 4                | 0         | 22              | 5e               |          |          |          |
| Groupe A |                                           |                                                                           |                  |           |                 |                  |          |          |          |
| 1987     | Ford Sierra RS Cosworth                   | Stig Blomqvist Kalle Grundel Didier Auriol Carlos Sainz Ari Vatanen       | 9                | 0         | 62              | 5e               |          |          |          |
| 1988     | Ford Sierra RS Cosworth                   | Stig Blomqvist Didier Auriol Carlos Sainz                                 | 6                | 1         | 79              | 2e               |          |          |          |
| 1992     | Ford Sierra RS Cosworth                   | Miki Biasion François Delecour                                            | 8                | 0         | 94              | 3e               |          |          |          |
| 1993     | Ford Escort RS Cosworth                   | Miki Biasion François Delecour                                            | 12               | 4         | 145             | 2e               |          |          |          |
| 1994     | Ford Escort RS Cosworth                   | Miki Biasion François Delecour Bruno Thiry                                | 9                | 1         | 116             | 3e               |          |          |          |
| 1995     | Ford Escort RS Cosworth                   | François Delecour Bruno Thiry                                             | 8                | 0         | 223             | 3e               |          |          |          |
| 1996     | Ford Escort RS Cosworth                   | Carlos Sainz François Delecour Stig Blomqvist Bruno Thiry                 | 9                | 1         | 299             | 3e               |          |          |          |
| WRC      |                                           |                                                                           |                  |           |                 |                  |          |          |          |
| 1997     | Ford Escort WRC                           | Carlos Sainz Armin Schwarz Juha Kankkunen                                 | 14               | 2         | 90              | 2e               |          |          |          |
| 1998     | Ford Escort WRC                           | Juha Kankkunen Bruno Thiry Ari Vatanen                                    | 13               | 0         | 53              | 4e               |          |          |          |
| 1999     | Ford Focus WRC 99                         | Colin McRae Simon Jean-Joseph Thomas Rådström Petter Solberg              | 14               | 2         | 37              | 4e               |          |          |          |
| 2000     | Ford Focus WRC 00                         | Colin McRae Carlos Sainz Petter Solberg Tapio Laukkanen                   | 14               | 3         | 91              | 2e               |          |          |          |
| 2001     | Ford Focus RS WRC 01                      | Carlos Sainz Colin McRae François Delecour                                | 14               | 3         | 86              | 2e               |          |          |          |
| 2002     | Ford Focus RS WRC 02                      | Carlos Sainz Colin McRae Markko Märtin François Duval                     | 14               | 3         | 104             | 2e               |          |          |          |
| 2003     | Ford Focus RS WRC 02 Ford Focus RS WRC 03 | Markko Märtin François Duval Mikko Hirvonen                               | 14               | 2         | 93              | 4e               |          |          |          |
| 2004     | Ford Focus RS WRC 03 Ford Focus RS WRC 04 | Markko Märtin François Duval Janne Tuohino                                | 16               | 3         | 143             | 2e               |          |          |          |
| 2005     | Ford Focus RS WRC 04 Ford Focus RS WRC 06 | Toni Gardemeister Mikko Hirvonen Roman Kresta Daniel Solà Henning Solberg | 16               | 0         | 104             | 3e               |          |          |          |
| 2006     | Ford Focus RS WRC 06                      | Marcus Grönholm Mikko Hirvonen                                            | 16               | 8         | 195             | Champion         |          |          |          |
| 2007     | Ford Focus RS WRC 06 Ford Focus RS WRC 07 | Marcus Grönholm Mikko Hirvonen Khalid al-Qassimi                          | 16               | 8         | 212             | Champion         |          |          |          |
| 2008     | Ford Focus RS WRC 07 Ford Focus RS WRC 08 | Mikko Hirvonen Jari-Matti Latvala François Duval Khalid al-Qassimi        | 15               | 4         | 173             | 2e               |          |          |          |
| 2009     | Ford Focus RS WRC 08 Ford Focus RS WRC 09 | Mikko Hirvonen Jari-Matti Latvala Khalid al-Qassimi                       | 12               | 5         | 140             | 2e               |          |          |          |
| 2010     | Ford Focus RS WRC 09                      | Mikko Hirvonen Jari-Matti Latvala                                         | 13               | 3         | 337             | 2e               |          |          |          |
| 2011     | Ford Fiesta RS WRC                        | Mikko Hirvonen Jari-Matti Latvala                                         | 13               | 3         | 376             | 2e               |          |          |          |
| 2012     | Ford Fiesta RS WRC                        | Jari-Matti Latvala Petter Solberg Dani Sordo                              | 13               | 3         | 309             | 2e               |          |          |          |